# 11492 Shimose
11492 Shimose è un asteroide della fascia principale. Scoperto nel 1988, presenta un'orbita caratterizzata da un semiasse maggiore pari a 2,4139007 UA e da un'eccentricità di 0,2037202, inclinata di 2,25210° rispetto all'eclittica.